# ویرکرلم
ویرکرلم (به انگلیسی: Veerakeralam) یک زیستگاه انسانی در هند است که در Coimbatore district واقع شده‌است.

## خصوصیات
ویرکرلم ۱۹٬۹۹۳ نفر جمعیت دارد.